# Cirrhinus molitorella
Cirrhinus molitorella е вид лъчеперка от семейство Шаранови (Cyprinidae). Видът е почти застрашен от изчезване.

## Разпространение и местообитание
Разпространен е във Виетнам, Камбоджа, Китай (Гуандун, Хайнан, Хунан, Шандун и Юннан), Лаос и Тайланд.
Обитава сладководни басейни, реки и потоци. Среща се на дълбочина от 5 до 20 m.

## Описание
На дължина достигат до 55 cm, а теглото им е максимум 500 g.
Популацията на вида е намаляваща.